# 大班麵包西餅

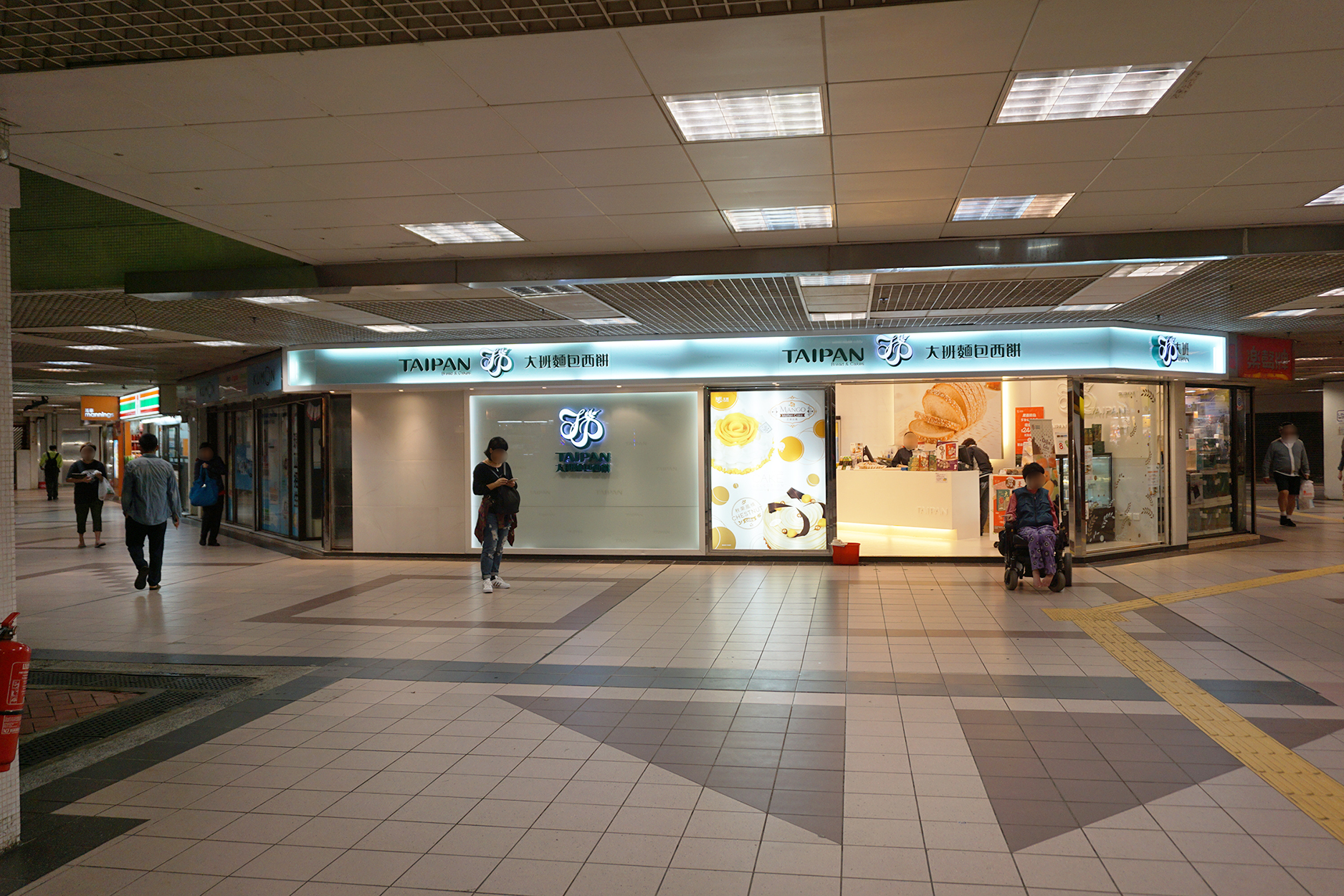
2017年位於九龍灣啟業邨分店（已結業）

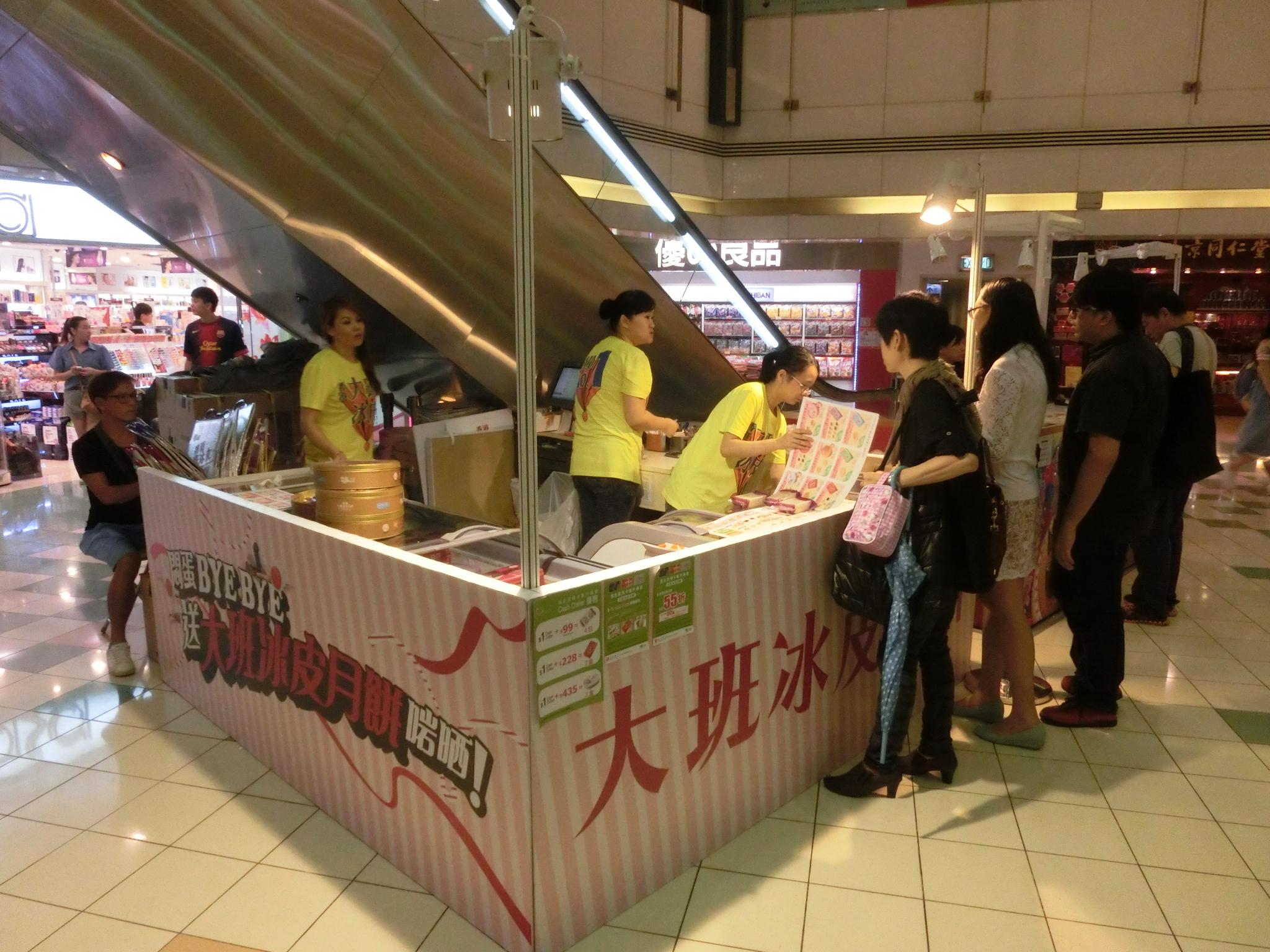
2013年大班在上環信德中心的月餅展銷攤位

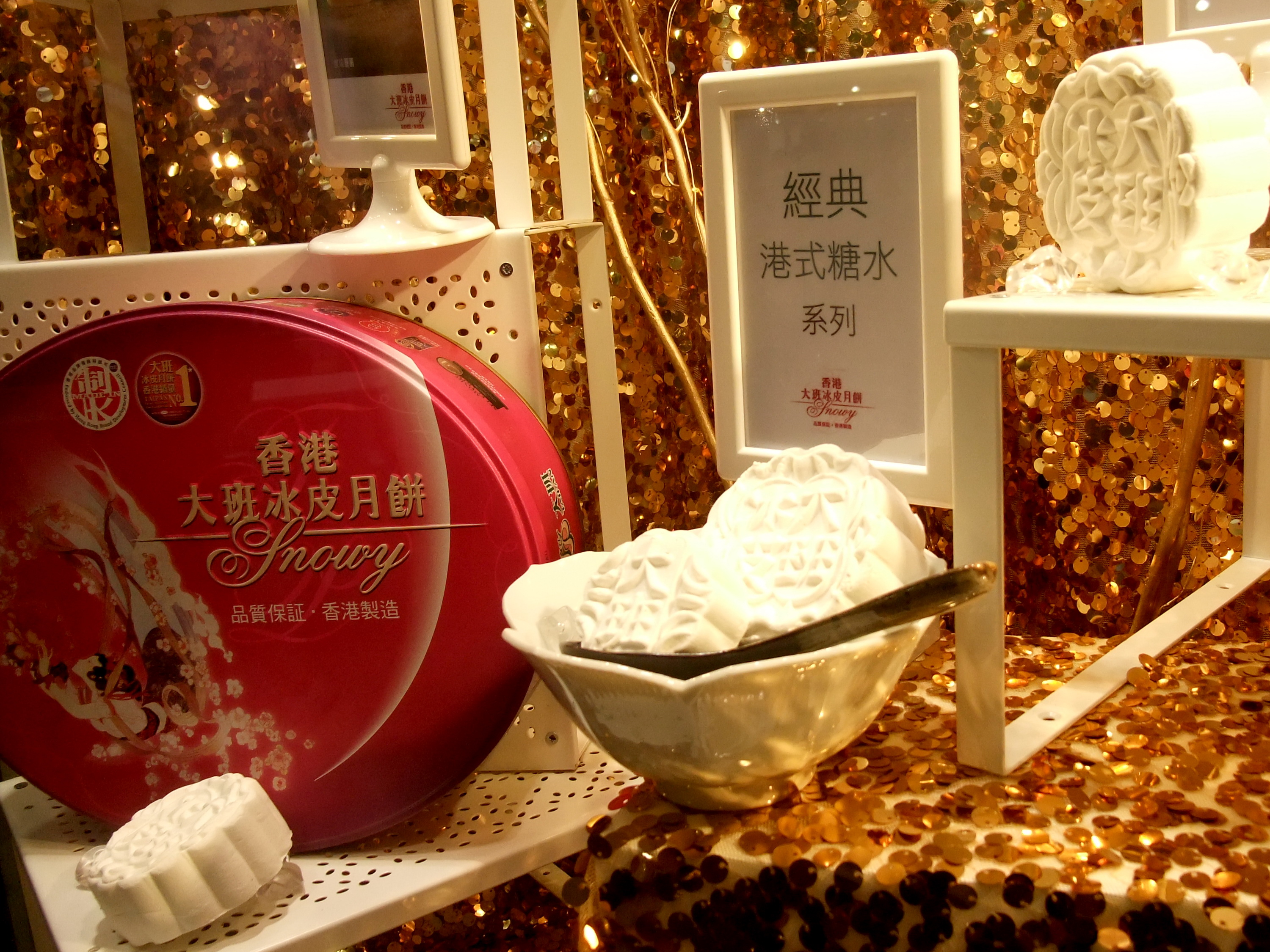
2011年大班麵包西餅於第22屆香港美食博覽的冰皮月餅展品

大班麵包西餅（英語：Taipan Bread & Cakes）是香港一家已結業的麵包及西餅連鎖販售店，成立於1984年，高峰期有超過20間分店。大班麵包西餅由郭鴻鈞創辦，也是冰皮月餅的發明者，公司總部及生產基地設於九龍新蒲崗，郭氏家族在2021年6月退出大班業務，由商人廖志強收購，惟易手後虧損轉趨嚴重，在2025年6月結業前在香港有9間分店，最終在2025年6月24日宣告即日起停止所有分店、廠房及總部的營業和運作，結束其41年業務。

## 歷史
有「冰皮月餅之父」稱號的大班創辦人郭鴻鈞先後在香港喜來登酒店、嘉頓集團及不同的餐廳工作，從事麵包西餅工作。後來加入超群餅店，得到老闆李曾超群的賞識，轉做管理工作，先後引入自助式售賣麵包及預售西餅卡。郭鴻鈞與其他友人在1984年合資在牛頭角淘大商場開設第一間大班餅店，初期只是一間普通餅店，主要售賣麵包西餅。1989年大班首創冰皮月餅，使傳統月餅市場出現變化，及後其他餅店如美心西餅、聖安娜餅屋、榮華餅家等也爭相仿效。1991年大班麵包西餅引入特許經營計劃，希望能加速分店的擴張。2005年年中，大班在葵芳港鐵站大堂開設（大班Express）分店，及後葵芳分店於2007年12月結束營業。創辦人郭鴻鈞於2009年去世，由家人繼續打理大班業務。
2019年反送中事件期間，大班創辦人幼子郭勇維在社交平台發表支持抗爭的言論，大班受到中國官媒及電商抵制。在《港區國安法》在2020年6月實施後，持有大班控股權的郭氏家族因經營環境不明朗在2021年6月將大班賣盤套現，由鴻和集團主席廖志強接盤並取得大班控股權，廖氏在接手後表示要在大班推行「愛國愛港」的經營理念，郭氏家族完全退出公司管理層，並且更換自1989年起使用的公司標誌，《文匯報》在2023年8月稱大班易主是「活生生例子見證香港由治及興」，可是在廖志強接手後，由於香港零售業在疫情後不但未有預期般迅速復甦，還每況愈下，大量連鎖店先後結業或撤出香港，中港兩地的月餅市場亦因經濟放緩，消費降級而顯著萎縮，大班的招牌產品冰皮月餅亦面對滯銷，對依賴節慶食品盈利的餅店構成衝擊，加上經營不善，廖氏接手後業績一落千丈，2025年起有多間分店因欠租而突然結業，並且被入秉法院追討租金及管理費，又未有向僱員按時發薪及繳付強積金供款。2025年6月，位於港鐵站的3間大班麵包西餅因欠租而突然同時結業。6月24日，大班宣佈全線停業，超過120名員工被拖欠逾1600萬港元的薪金及解僱補償。6月25日，因大班結業而被拖欠薪資的僱員求助增加至近200人，涉款增至3800萬元。

## 產品
大班麵包西餅售賣多種麵包，也售賣蛋撻、蛋糕和西餅。除此之外，大班麵包西餅也推出各種節日產品，如中式餅食、粽及月餅等。隨後大班開設（大班Express）分店，並售賣快餐食品如早上的傳統雞球大包、西式焗飯至各款下午茶套餐。

## 推廣
2003年大班贊助香港足球隊迎戰皇家馬德里來港作賽，繼而2004年再次贊助紅魔鬼曼聯到港與香港足球隊對壘。2006年8月大班麵包西餅包起全港9000多個咪表賣廣告，成為首個在咪表賣廣告的商戶。
- 1993年榮獲香港管理專業協會頒發「傑出市場策劃獎」銀獎
- 2002年至2003年，連續兩年獲選「超級品牌」
- 2004年獲香港旅遊發展局評為「優質服務」商戶
- 2006年香港品牌發展局頒頒發「香港名牌」
- 2006年至2010年，連續五年獲選「中國最喜愛香港名牌月餅第一名」
- 2010年獲頒「香港名牌永久榮譽金獎」
- 2007年至2011年，連續五年獲頒發「中國信譽企業認證」榮譽
- 2008年至2011年，連續4年獲「國際風味暨品質評鑒所」iTQi頒發「頂級美味獎章」
- 2000年至2011年，連續11年獲世界精選 Monde Selection「頒發金獎優質食品」

## 事件
2019年反送中運動期間，大班創辦人之子郭勇維於在facebook發表言論支持抗爭及抨擊香港政府和香港警察支持者，遭到中國官媒及電商抵制。郭事後刪文道歉，而大班公司亦回應稱郭的個人言論不代表公司，然而中國官媒《人民日報》指其「支持乱港分子」，令淘宝及京东等中國網購平台均迅速删除大班产品的资讯。而在广州的华润万家、永旺及广州友谊商店，均全线下架大班月饼的所有产品，其中天河路一高端超市店员表示，9月2日就收到通知要下架大班月饼。在中國方面持續攻擊與打壓下，香港人均表示支持，稱會購買大班冰皮月餅去品嚐。此次事件亦讓中國大陸各大班月餅經銷商損失慘重，月餅進入內地銷售渠道後總公司不接受退回香港，代銷商表示退貨量巨大只能銷毀處理。
在2020年臨近中秋節時，大班月餅又在部分電商平台上線，有網民表示在廣州街頭亦有商舖銷售大班月餅。在被《南方都市報》報導大班月餅又悄然上線而引起關注後，9月14日媒體再查詢多個電商平台發現，大班月餅又被火速下架，由於事件反映營商環境不明朗，創辦大班的郭氏家族在2021年6月把餅店賣掉套現，然而大班被商人廖志強收購後因零售業持續不景氣及虧損擴大而於2025年6月宣告全線結業。

## 外部連結
- 大班麵包西餅（页面存档备份，存于）
- 專訪冰皮月餅之父 大班郭鴻鈞（页面存档备份，存于）